# Lew Soloff

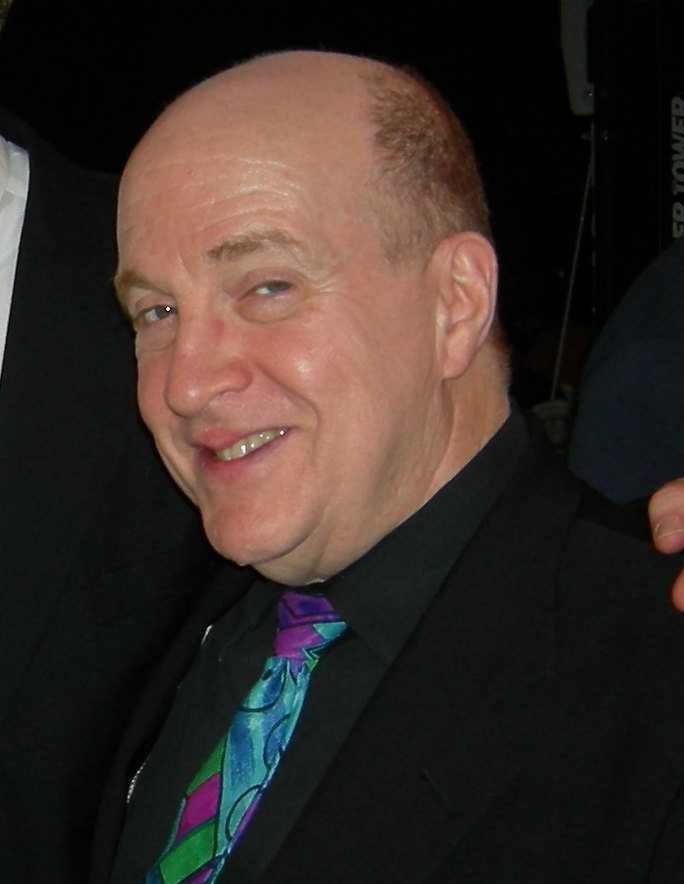
Lew Soloff (2008)

Lew Soloff (* 20. Februar 1944 in New York City; † 8. März 2015 ebenda) war ein US-amerikanischer Jazztrompeter.

## Leben und Wirken
Soloff stammte aus einer musikalischen Familie; sein Vater war Tänzer, die Mutter Geigerin in einem Varieté. Er erhielt als Kind Klavierunterricht und wechselte im Alter von zehn Jahren zur Trompete. Ab 1961 besuchte er die Eastman School of Music und spielte in den Sommerferien in Hotels und Klubs in den Catskill Mountains. Nach einem Studium an der Juilliard School of Music arbeitete er mit Philly Joe Jones, Paul Chambers, Elvin Jones und Maynard Ferguson und in den Latin Bands von Machito, Tito Puente, und Chuck Mangione. 1966 wurde er Mitglied der Bigband von Joe Henderson und Kenny Dorham.  
Von 1968 bis 1973 gehörte Soloff zur Band Blood, Sweat & Tears, mit der er neun Goldene Schallplatten und einen Grammy gewann. 1973 trat er in die Band von Gil Evans ein, mit dem er bis zu dessen Tod 1988 zusammenarbeitete und weltweit auf Tourneen ging. Mit Jon Faddis gründete er 1975 ein Quintett, trat aber auch im Trio mit Pete Levin und Jeff Berlin auf. Zu Beginn der 1980er Jahre gehörte er zur New York Big Band von George Russell. In den 1980er Jahren gründete er mit David Matthews das Manhattan Jazz Quintet, dem Musiker wie Steve Gadd, George Young, Charnett Moffett, Eddie Gomez, John Patitucci, Dave Weckl, Peter Erskine, Bill Evans oder Victor Lewis angehörten. Zu hören ist er auch auf Joe Daleys Album The Seven Deadly Sins (2010).
Soloff leitete ein eigenes Quartett und Quintett und war Mitglied von Carla Bleys Gruppe 4x4 und ihrer Bigband. Außerdem arbeitete er regelmäßig mit Ray Andersons Pocket Brass Band, dem Absolute Ensemble und dem Schlagzeuger Bobby Previte zusammen. Sein Spiel galt als brillant in den hohen Registern, und er war ein begehrter Musiker für Big Bands wie das Carnegie Hall Jazz Orchestra und die Studioarbeit. 
Als Studiomusiker arbeitete er mit Musikern wie Roy Ayers, George Benson, Benny Carter, Stanley Clarke, Oliver Nelson, Jimmy Smith, Johnny Hodges, Paquito D’Rivera, Miles Davis und Quincy Jones, Mercer Ellington, Grant Green, Lionel Hampton, Bob James, Teo Macero, Tânia Maria, Carmen McRae, Laura Nyro, Jaco Pastorius, Lou Reed, Mongo Santamaría, Jimmy Scott, Wayne Shorter, Barbra Streisand oder Lilly-Ann Hertzman zusammen. Außerdem arbeitete er mit den Blues-Legenden John Mayall und Charlie Musselwhite und mit Philip Glass und Kip Hanrahan.
Soloff wirkte an den Soundtracks zahlreicher Filme mit (u. a. The Big Lebowski, Lethal Weapon 3 und The Untouchables). Er unterrichtete zwanzig Jahre lang an der Manhattan School of Music, daneben auch an der Juilliard School. Soloff starb am 8. März 2015 in New York City, nachdem er dort am Vortag auf offener Straße einen Herzinfarkt erlitten hatte.

## Diskographie
- Hanalei Bay mit Gil Evans, Pete Levin, Hiram Bullock, Adam Nussbaum, Kenwood Dennard, Manolo Badrena, 1983
- Yesterdays mit Mike Stern, Charnett Moffett, Elvin Jones, 1986
- My Romance mit Mark Egan, Janis Siegel, Danny Gottlieb, Pete Levin, Airto Moreira, Gil Goldstein, Emily Mitchell, 1989
- Little Wing mit Ray Anderson, Gil Goldstein, Pete Levin, Mark Egan, Kenwood Dennard, Manolo Badrena, 1991
- But Beautiful mit Kenny Kirkland, Richard Davis, Elvin Jones, 1993
- With A Song In My Heart mit Victor Lewis, Emily Mitchell, Mulgrew Miller, George Mraz, 1999
- Rainbow Mountain mit Lou Marini, Joe Beck, Mark Egan, Danny Gottlieb, 2000
- Air On a G String mit Larry Willis, François Moutin, Victor Lewis, 2003

## Lexigraphische Einträge
- Ian Carr, Digby Fairweather, Brian Priestley: Rough Guide Jazz. Der ultimative Führer zur Jazzmusik. 1700 Künstler und Bands von den Anfängen bis heute. Metzler, Stuttgart/Weimar 1999, ISBN 3-476-01584-X.